# Abtei Lagny

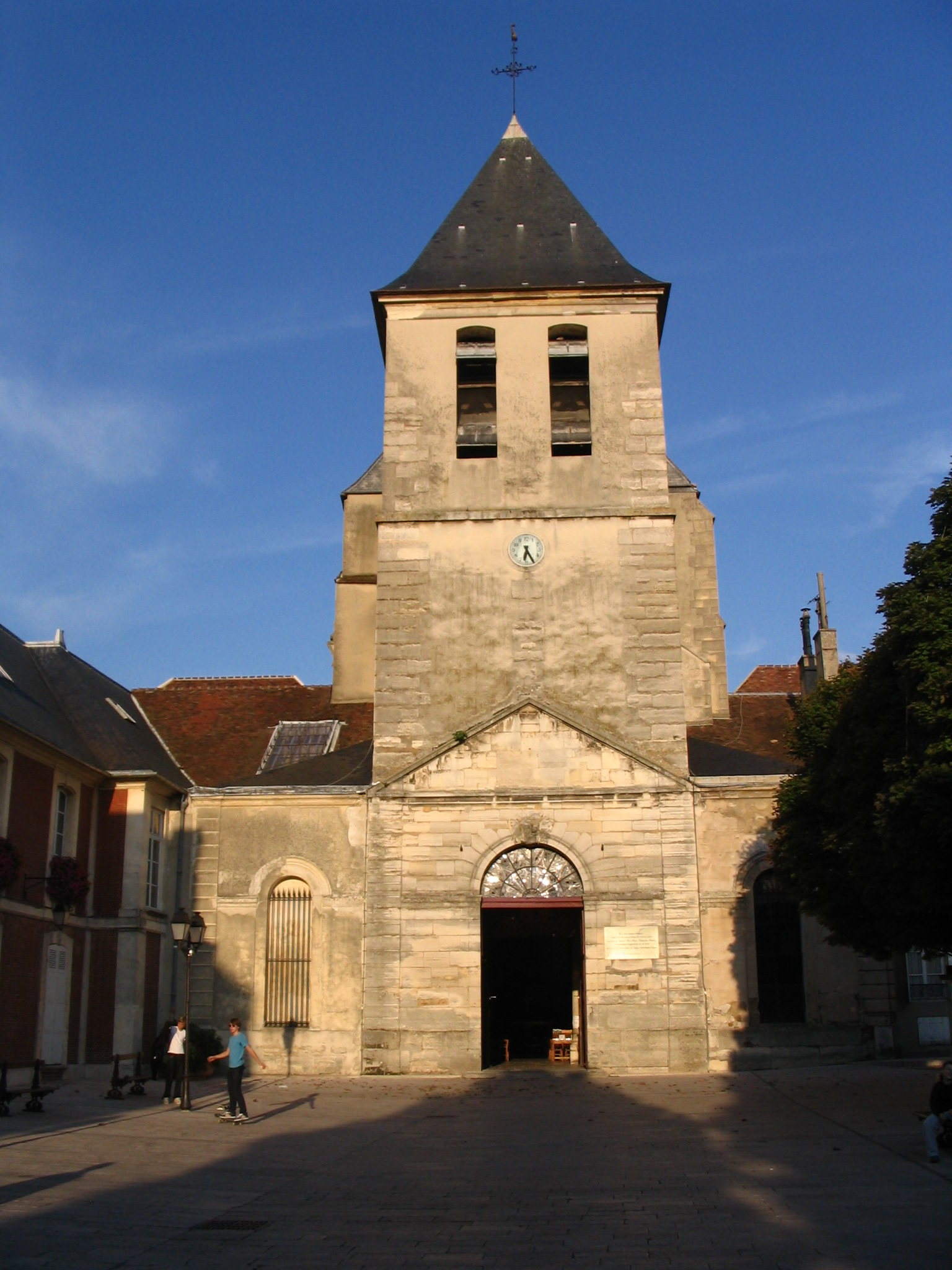
Abteikirche Lagny

Die Abtei Saint-Pierre in Lagny-sur-Marne wurde um 645/650 gegründet und während der Französischen Revolution aufgehoben.

## Abtei
Nachdem der heilige Fursa, ein irischer Mönch, in den 640er Jahren ins Frankenreich gekommen war, ließ er auf dem Landgut Villa Latiniacum, das ihm König Chlodwig II. und Königin Bathilde geschenkt hatten, das Kloster Saint-Pierre bauen. Es wurde im 9. Jahrhundert von den Normannen verwüstet, so dass Lagny bis zum Ende des 10. Jahrhunderts eine Ruine war.
In dieser Zeit war Lagny als Eigenkirche im Besitz der karolingischen Grafen von Meaux: Heribert II. († 943), Robert († 967), Heribert der Jüngere († 995) und Stephan († 1021), der hier auch bestattet wurde. Die letzten beiden Grafen waren es, die die Abtei zwischen 990 und 1018 wieder aufbauen ließen. 1019 wurde die neue Abtei in Anwesenheit von König Robert II. geweiht. Dabei stiftete der König die Spitze eines Nagels, angeblich vom Heiligen Kreuz, der 1567 während einer Plünderung durch Hugenotten verloren ging.
Nach dem Tod Graf Stephans fiel Lagny an Graf Odo II. von Blois als Graf von Troyes und Meaux, also der Champagne. Es blieb im Besitz der Grafen von Champagne, bis sich Graf Theobald II. († 1152) auf die militärische Schutzfunktion für die Abtei zurückzog. Auch Theobald II. wurde in Lagny bestattet. Er hinterließ einen unehelichen Sohn, Hugo, der 1163 bis 1171 Abt von Lagny war.

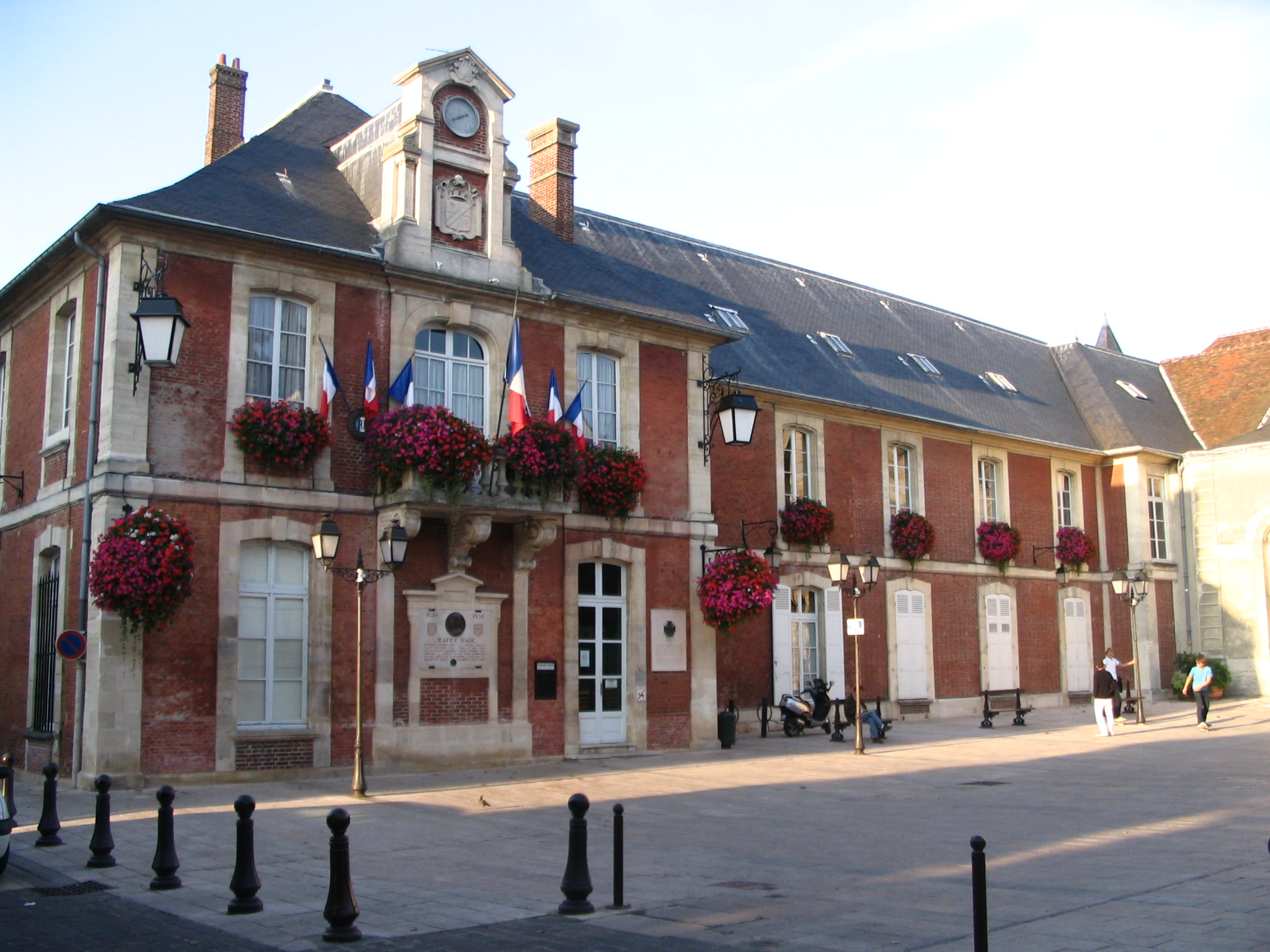
Rathaus

 Das Kloster wurde während der Französischen Revolution aufgehoben, einige Gebäude 1796 verkauft. Im 19. Jahrhundert wurden die Reste in ein Militärhospital umgewandelt – die Inschrift „Hôpital Militaire“ befindet sich noch auf dem Giebeldreieck des Haupttors. Seit 1842 beherbergt die Abtei das Rathaus von Lagny. Von der Abtei bestehen heute noch zwei Bauwerken: der befestigte Eingang und die Abteikapelle aus dem 13. Jahrhundert, die Kirche Notre-Dame-des-Ardents, die am 12. Juli 1886 zum Monument historique erklärt wurde.

## Konzil von Lagny
Anfang der 1140er Jahre schlug König Ludwigs VII. seinem Vetter, Seneschall und Abwesenheitsregenten Rudolf von Vermandois die Ehe mit Alix Petronilla von Aquitanien, der Schwester seiner eigenen Ehefrau Eleonore von Aquitanien, vor. Für Rudolf bedeutete dies die Auflösung seiner Ehe mit Eleonore von Vermandois, der Schwester des Grafen Theobald II., beides, Scheidung und neue Ehe, wurden 1142 vollzogen. Graf Theobald II. hielt in dem darüber ausbrechenden Streit noch im gleichen Jahr ein Konzil in Lagny ab, das zwar für ihn positiv endete, aber zum Konflikt mit dem König führte, bis der Papst 1143 einen Friedensvertrag erzwang, der den König zum Abzug aus der Champagne zwang. Dieser Konflikt gegen den König hatte zur Folge, dass Theobald dem zur gleichen Zeit offen ausbrechenden englischen Bürgerkrieg und die damit einhergehende Invasion der Normandie durch Graf Gottfried von Anjou weitestgehend tatenlos gegenüberstand, wodurch bis 1144 die Normandie verloren ging. Diese Entwicklung förderte im Gegenzug die Versöhnung Theobalds mit dem König, der sich von dem Machtzuwachs der Anjous bedroht sah und somit auf starke Bündnispartner angewiesen war.

## Messe von Lagny
Mit dem Kloster verbunden war die Messe von Lagny, die Foire des Innocents, eine der Champagnemessen, und zwar Anfang Januar die erste, die im Jahreszyklus stattfand. Die Messe wurde in der zweiten Hälfte des 11. Jahrhunderts bedeutend und war eine der wichtigsten Einnahmequellen für die Abtei, mit denen im 13. Jahrhundert der Bau einer neuen Abteikirche und der Bau einer das sich entwickelnde Dorf umgebenden Mauer finanziert werden konnte. Abt Raoul von Lagny regelte 1124–1148 die umfangreichen Geldwechselgeschäfte, die hier getätigt wurden, Graf Heinrich I. von Champagne († 1197) liberalisierte 1154 auf Drängen der Abtei den Messebetrieb wieder, den seine Vorgänger auf zehn Tage pro Jahr eingeschränkt hatten. Im 13. Jahrhundert trafen sich hier Händler aus Flandern und Brabant mit Händlern aus dem französisch-italienischen Mittelmeerraum (Languedoc, Provence, Lombardei, Toskana). Um die Wende zum 14. Jahrhundert verloren die Messen dann an Bedeutung. Für den Niedergang, der gegen 1320 abgeschlossen war, sind unter anderem die Verlagerung der Haupthandelswege nach Osten, zunehmende Spannungen zwischen den Kapetingern und den flandrischen Grafen und der Aufschwung italienischer Tuchproduktion verantwortlich.